# Hendea takaka
Hendea takaka is een hooiwagen uit de familie Triaenonychidae.